# إبسلن إندي

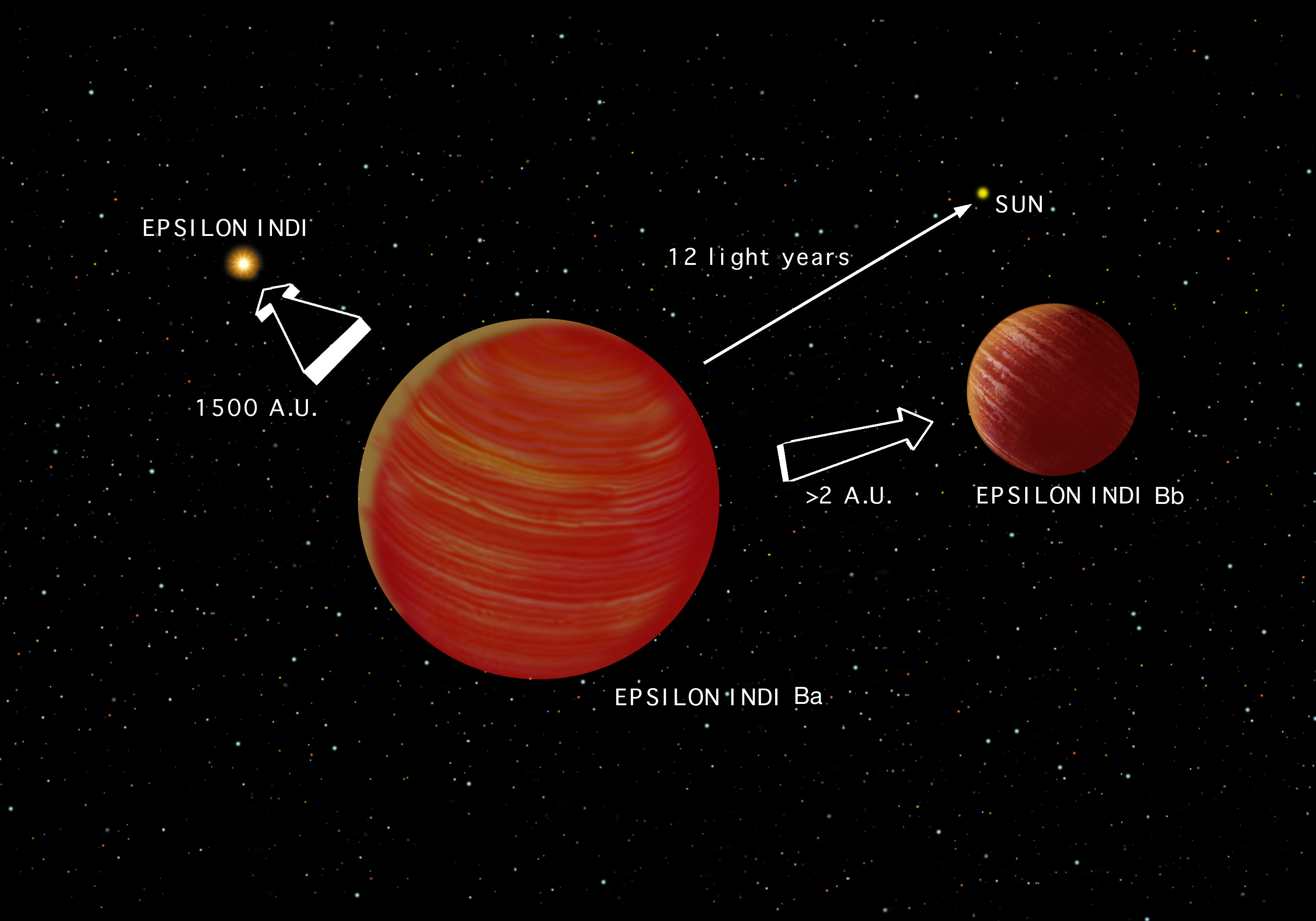
تصور لنظام إبسلن إندي الذي يظهر إبسلن إندي وأصحابه الثنائيون القزم البنيون

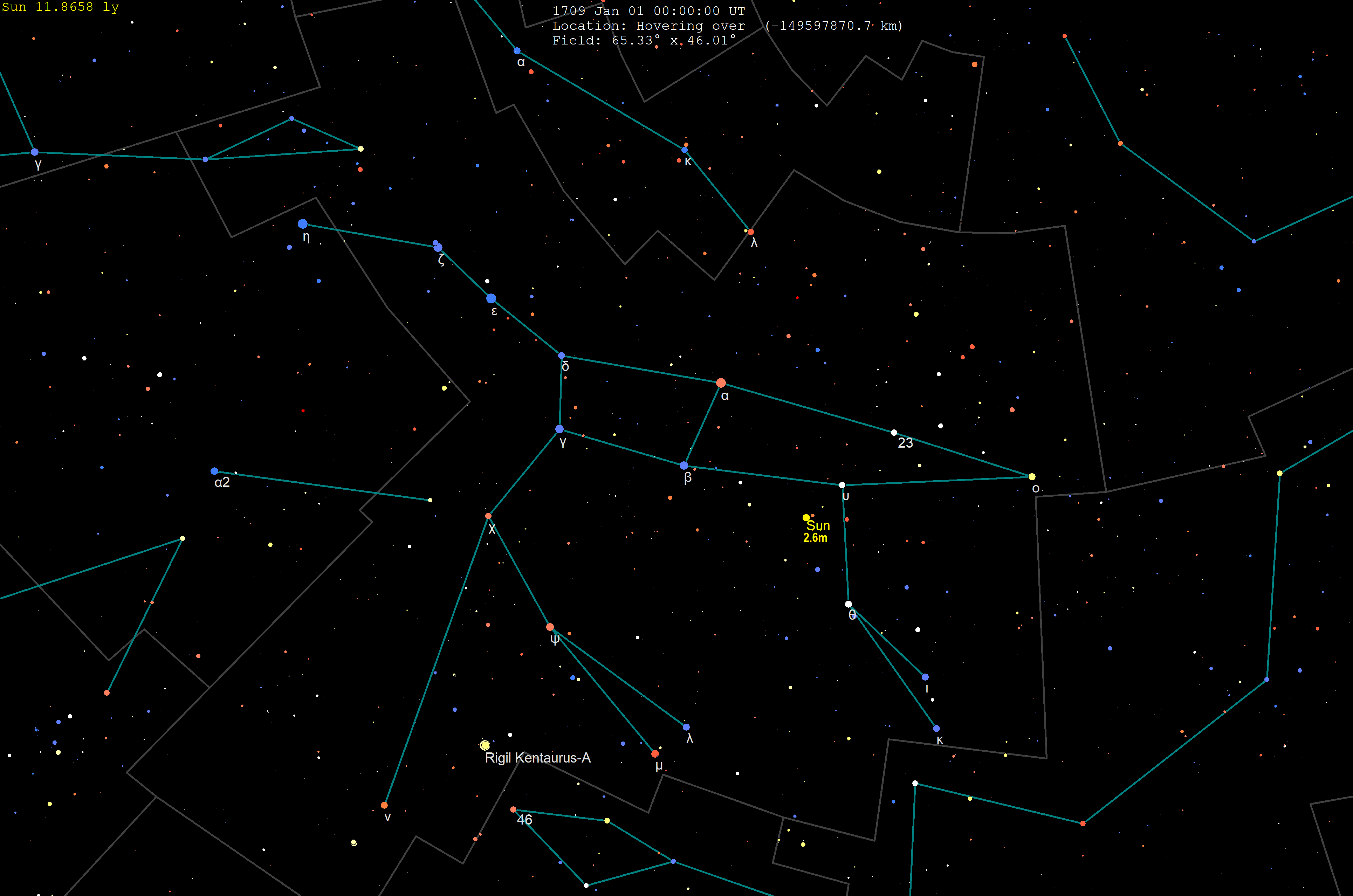
موقف الشمس و α Centauri في Ursa Major كما رأينا من ε Indi

إبسلن إندي هو عبارة عن نظام نجمي على بعد حوالي 12 سنة ضوئية من الأرض في كوكبة الهندي التي تتكون من نجوم النسق الأساسي نوع-K الرئيسية واثنين من لأقزام البنية في مدار واسع حولها.

## الإستكشاف
```
تم اكتشاف الأقزام البنية في عام 2003 بمسافة قدرها 1460 
وحدة فلكية
 عن النجم الأساسي.
[
5
]
```